# Aramis Naglić
Aramis Naglić fue un jugador de baloncesto croata nacido el 28 de agosto de 1965, en Rijeka, RFS Yugoslavia. Con 2.03 de estatura, jugaba en la posición de ala-pívot. Su logros más significativos fueron una medalla de Plata con Croacia en los Juegos Olímpicos de Barcelona 1992 y ganar dos Euroligas con el histórico equipo de la Yugoplástica de Split.

## Equipos
- 1983-1989 KK Rijeka
- 1989-1993 KK Split
- 1993-1994 Reyer Venecia
- 1994-1997 KK Rijeka
- 1997-1998 Cibona Zagreb
- 1998-1999 KK Zadar
- 1999-2002  Pezinok
- 2002-2003 Arkadia Traiskirchen Lions
- 2002-2003  Pezinok
- 2003-2004 Arkadia Traiskirchen Lions
- 2004-2005 KK Zadar

## Palmarés
- 2 Copas de Europa:  1990, 1991.
- 2 Ligas Yugoslavas:  1990, 1991
- 2 Copas de Yugoslavia: 1990, 1991
- 3 Ligas de Eslovaquia: 2000, 2001, 2002
- 1 Liga de Croacia: 2004
- 3 Copas de Croacia: 1992, 1993, 2005
- 1 Copa de Eslovaquia: 2000